# トマス・グローヴナー (第5代準男爵)

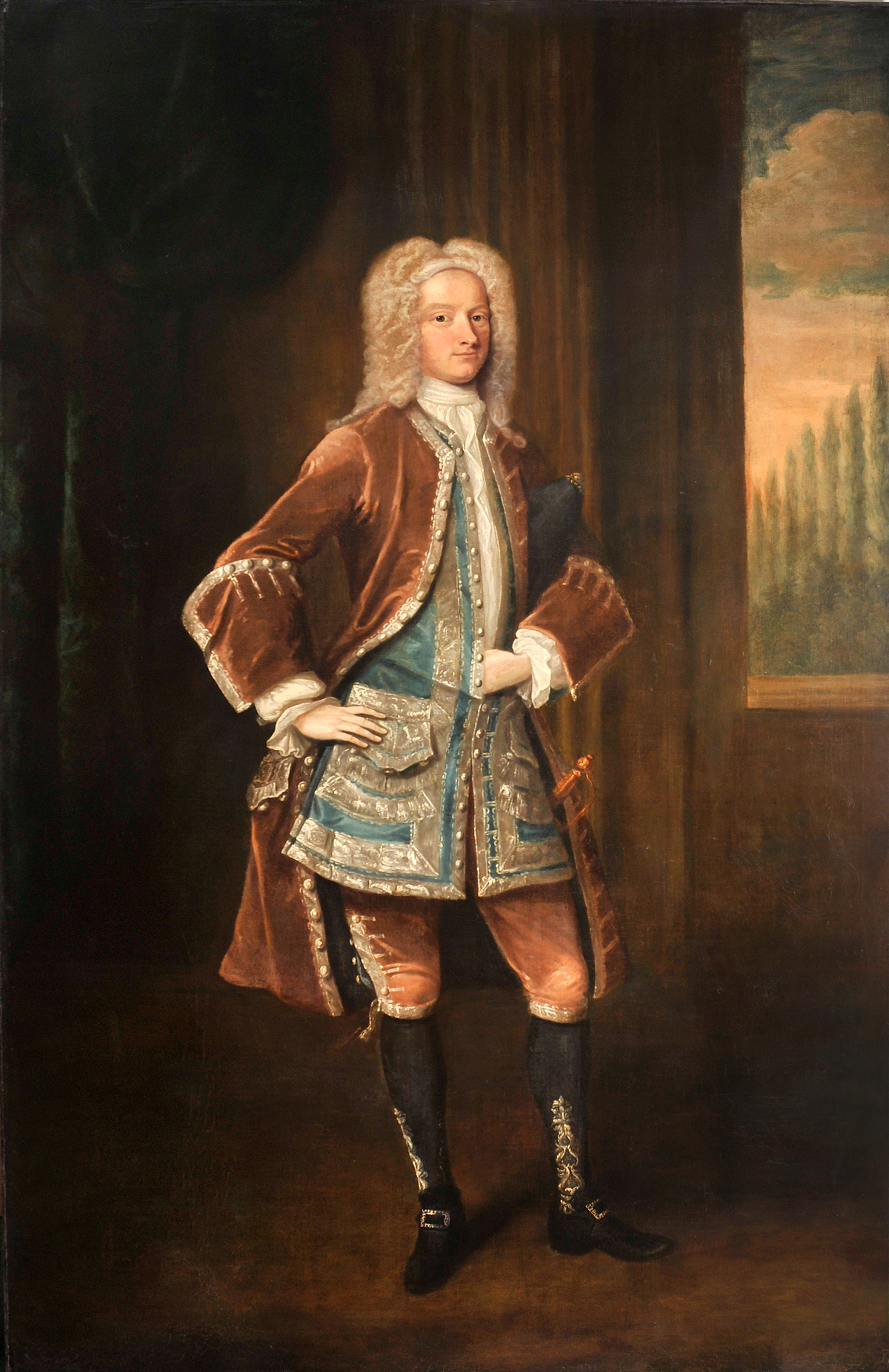
ラルフ・ホランド（Ralph Holland）による肖像画

第5代準男爵サー・トマス・グローヴナー（英語: Sir Thomas Grosvenor, 5th Baronet、1693年12月7日 – 1733年1月31日）は、グレートブリテン王国の政治家。トーリー党に所属し、1727年から1733年まで庶民院議員を務めた。

## 生涯
第3代準男爵サー・トマス・グローヴナーとメアリー・デイヴィス（Mary Davies、1665年頃 – 1730年1月12日、アレクサンダー・デイヴィスの娘）の息子として、1693年12月7日に生まれ、チェシャーのエクルズトンで洗礼を受けた。1706年から1707年までイートン・カレッジで教育を受けた後、1712年10月21日にオックスフォード大学ブレーズノーズ・カレッジに入学した。
1727年イギリス総選挙でトーリー党候補として、兄リチャードとともにシティ・オブ・チェスター選挙区で当選した。
1732年7月12日に兄リチャードが死去すると、準男爵位を継承したが、自身もその半年後の1733年1月31日にナポリで結核により死去、同年5月28日にエクルズトンで埋葬された。生涯未婚であり、準男爵位は弟ロバートが継承した。